# Metrocall
Metrocall es la empresa encargada de ofrecer cobertura de telefonía móvil en la red de Metro de Madrid.
Metrocall se constituyó en un 60% por el Grupo Empresarial Tecnocom y en un 40% a Metro de Madrid. Tecnocom era un grupo empresarial dedicado a las tecnologías de la información, presidido desde 2005 por Ladislao Azcona, su principal accionista.
En 2005, Metrocall llega a un acuerdo con las tres empresas de telefonía móvil que operaban en España para ofrecer el servicio en el interior del Metro, estipulando que la cobertura deberá ser multibanda (900/1800/2100 MHz) y multiservicio (2G/3G). También deberá ofrecer servicio continuo entre la superficie y el interior del Metro, cubriendo las estaciones completas, los coches y los túneles. 
A finales de 2006, se inicia la cobertura comercial en la Línea 8, entre las estaciones de Barajas (pueblo) y Mar de Cristal.
En febrero de 2010, la cobertura móvil llegaba a 114 estaciones y 75,5 km de túnel, en enero de 2012 a 124 estaciones, y se preveía que durante 2012 se aumentara hasta las 136 y en 2013 a 150.
Con esa paulatina evolución, en noviembre de 2020 ya tenían cobertura 270 de las 302 estaciones de Metro.
El 15 de abril de 2021 finalizó el despliegue de cobertura a toda la red de Metro.
Durante 2023 se finalizaron los trabajos para dotar de cobertura a la línea ML1 de Metro Ligero que es explotada por Metro de Madrid, pero no pertenece a su red de Metro pesado.
En abril de 2017 Indra lanza una OPA para adquirir todos los activos de Tecnocom. Fue aceptada por el 93,96% del accionariado de Tecnocom.
El 5 de octubre de 2020, Indra vende a Cellnex su participación en la sociedad.
En la actualidad, Antonio Girón es el director general de la sociedad.